# Roger Boltshauser
Roger Boltshauser (* 1964 in Zürich) ist ein Schweizer Architekt und Universitätsprofessor.

## Werdegang
Roger Boltshauser studierte zwischen 1988 und 1990 Architektur an der Hochschule Luzern sowie zwischen 1991 und 1995 an der ETH Zürich. Nach seinem Diplom gründete er 1996 ein Architekturbüro in Zürich und arbeitete als wissenschaftlicher Mitarbeiter am Institut für Geschichte und Theorie des gta Verlags. 2007 wurde er in den Bund Schweizer Architekten berufen. Boltshauser lehrte als Entwurfassistent an der Hochschule Luzern (1990–1991), als Entwurfsassistent bei Gastdozent Peter Märkli an der ETH Zürich und an der EPFL Lausanne (1997–1999), als Dozent an der Hochschule für Technik und Wirtschaft HTW Chur (2004–2010), als Dozent an der Hochschule Anhalt Dessau DIA im Studio Chur Institute of Architecture (2005–2009), als Experte für Entwurf und Konstruktion an der Hochschule Luzern (2011–2014), als Gastprofessor an der EPF Lausanne (2016–2017) und an der TU München (2017). Seit 2018 lehrt er als Gastdozent und seit 2024 als Professor an der ETH Zürich.

## Bauwerke
- 1999–2000: Wohnhaus Sonnenhügel, Speicher
- 1999–2005: Erweiterung Schulhaus Kronenwiese, Adliswil
- 2001–2002: Gerätehäuser und Zielturm Sportanlage Sihlhölzli, Zürich
- 2001–2007: Erneuerung und Erweiterung Rathaus, St. Gallen
- 2003–2007: Schulanlage Hirzenbach, Zürich
- 2003–2008: Sanierung Altbau Schulanlage, Hirzenbach, Zürich
- 2004–2008: Lehmhaus Rauch, Schlins, mit Martin Rauch
- 2005–2014: Schulhaus Kopfholz, Adliswil
- 2008–2014: Wohnüberbauung Ringstrasse, Lenzburg
- 2008–2012: Pavillonschule Gönhard, Aarau, mit Landschaftsarchitekt Maurus Schifferli[5]
- 2009–2012: Schulpavillon Allenmoos II, Zürich
- 2010–2020: Forschungsgebäude GLC ETH Zürich, Zürich
- 2013–2017: Sanierung Garten und Pfarrhaus, Trub mit Landschaftsarchitekt Maurus Schifferli[6]
- 2011–2019: Europaallee – Baufeld F, Zürich
- 2006–2018: Areal Hirzenbach, Zürich mit Landschaftsarchitekt Maurus Schifferli[7]
- 2014–2018: Primarschule Krämeracker, Uster
- 2017–2018: Mock-up Lehmpavillon Sitterwerk, St. Gallen
- 2017–2020: Ofenturm für das Ziegelei-Museum, Cham[8]
- 2016–2021: Büro- und Infrastrukturgebäude Wasserwerke Zug mit Landschaftsarchitekt Maurus Schifferli[9]

## Auszeichnungen und Preise
- 1995: Willi-Studer-Preis der ETH Zürich für die beste Diplomarbeit
- 2008: Österreichischer Bauherrenpreis für Lehmhaus Rauch
- 2009: Das beste Haus für Lehmhaus Rauch
- 2011: Auszeichnung – Gutes Bauen Ostschweiz 2006–2010 für Sanierung Rathaus, St. Gallen
- 2012: Hase in Bronze für Schulhaus, Allenmoos
- 2013: Eidgenössischer Denkmalpreis für Schulanlage Gönhard, Aarau
- 2014: Fritz-Höger-Preis für Umbau Atelierhaus Dubsstrasse, Zürich[12]
- 2014: Ernst-A.-Plischke-Preis für Lehmhaus Rauch
- 2016: Auszeichnung gute Bauten der Stadt Zürich für Schulpavillon Allenmoos II, Zürich
- 2024: Semperpreis

## Ehemalige Assistenten und Mitarbeiter
- Sebastian Kofink
- Romina Grillo
- Sergey Kolesov[13]
- Alexander Fthenakis

## Bücher
- a.mag 29 Raphael Zuber I Roger Boltshauser I Lilitt Bollinger. 2022
- El Croquis 209 Roger Boltshauser 2002–2021
- Roger Boltshauser, Martin Tschanz: Roger Boltshauser - 1996–2021. Triest Verlag, Zürich 2021, ISBN 978-3-03863-057-9.
- Studio Jan de Vylder, ETH Zürich (Hrsg.): carrousel confessions confusion, set 2 / zines 1-3. Koenig Books, London 2020, ISBN 978-3-96098-502-0.
- Jésus Vassallo (Hrsg.): Seamless – Digital Collage And Dirty Realism In Architecture. Park Books, Zürich 2017, ISBN 978-3-03860-019-0.
- Ulrich Müller (Hrsg.): Roger Boltshauser / Transformator. Wasmuth & Zohlen, Tübingen 2012, ISBN 978-3-8030-0761-2.
- Otto Kapfinger, Axel Simon (Hrsg.): Haus Rauch. Haus Rauch. The Rauch House. Ein Modell moderner Lehmarchitektur. A Model of Advanced Clay Architecture. Roger Boltshauser. Martin Rauch. Mit Beiträgen von Roger Boltshauser, Thomas Kamm, Otto Kapfinger, Marta Rauch-Debevec, Martin Rauch, Axel Simon, Andrea Wiegelmann. Birkhäuser Verlag, Basel 2010, ISBN 978-3-0346-0109-2.
- Aita Flury & Roger Boltshauser (Hrsg.): Elementares zum Raum. Roger Boltshauser Werke. Springer, Wien New York 2008, ISBN 978-3-99043-213-6.
- Roger Boltshauser, Cyril Veillon, Nadja Maillard (Hrsg.): Pisé. Stampflehm – Tradition und Potenzial. Erschienen auf Deutsch, Englisch, Französisch. Triest Verlag, Zürich, ISBN 978-3-03863-027-2.